# 윤재인
윤재인(생일 11월 22일 ~ )은 대한민국의 배우이다. 2012년 캐나다 토론토 대학교 생명과학부를 졸업하고, 2012년 7월 KBS N 스포츠에 스포츠 아나운서로 입사해 활동했었다. 2016년 2월 KBS N 스포츠를 퇴사하고 2018년까지 채널A 프리랜서 앵커, 한국경제TV 프리랜서 아나운서로 활동했었다.

## 젊은 시절
윤재인은 서울특별시 양천구 목동에서 1남 1녀 중 장녀로 태어났다. 윤재인은 한국에서 고등학교 1학년을 마치고 캐나다로 유학을 떠났다. 윤재인은 졸업 후 토론토대학교 생명과학부에 진학해 2012년 6월 졸업했다. 대학교 재학 시절에는 학교 대표 치어리더를 하기도 했다. 윤재인은 대학교 3학년 때 서울대학교 생명과학부 교환학생으로 한국에 와서 다양한 경험을 했다. 10편 정도 장편, 단편영화에 출연했고, 경주 문화재 관광 홍보 영상 리포터로도 활동했다. 윤재인은 이때 리포터로 활동하면서 방송에 흥미를 느꼈고 주변에서도 아나운서를 해보라는 권유을 받았다. 윤재인은 2012년 7월 KBS N에 공채 아나운서로 입사했다. 윤재인은 2012년 KBS N 입사 전 월드미스유니버시티 한국대회에 참가해 인기상을 수상하기도 했다.

## 방송
- 2012년 ~ 2013년 KBS N 스포츠 스포츠人 명불허전
- 2014년 ~ 2015년 KBS N 스포츠 아이 러브 베이스볼
- 《쇼핑왕루이》 (MBC, 2016년) - 고보씨 엄마
- 《연애의참견 시즌1》

## 영화
- 2019년 《사자》 - 라디오 아나운서 역
- 2020년 《해치지않아》 - 여자 회사원 역
- 2020년 《페어플레이》 - 박수진 역 (단편영화)